# ロシア帝国軍参謀本部総局
ロシア帝国軍参謀本部総局（ロシアていこくぐんさんぼうほんぶそうきょく、ロシア語: Главное управление Генерального штаба、略称ロシア語: ГУГШ）とは、ロシア帝国軍参謀本部の事務機関。参謀本部の機能の内、主として情報、兵站機能を管掌した。

## 歴史

### 1832年～1865年
1832年5月1日、参謀本部局（ロシア語: Управление Генерального штаба）と軍事測量団（ロシア語: Корпус военных топографов）が統合される。1863年9月27日、参謀本部総局に改編され、部隊の宿営、移動、戦闘訓練及び勤務、軍事行動の際の準備措置の計画、軍事展望の作成、写真撮影及び事前偵察、文書の収集及び戦史・戦略・戦術に関する科学論文の準備等を管掌した。1865年、参謀本部総局は廃止された。

### 1901年～1918年
1905年6月21日、再び参謀本部総局が編成された。この際、参謀本部からは、第2補給総監局（動員課を除く）、軍事報道局、軍事測量局、第1補給総監局第3班が移管された。
1918年3月8日、参謀本部総局は廃止された。

## 機構
1913年現在の機構。
- 補給総監課
  - 要塞委員会
- 部隊機構・勤務課
- 動員課
- 軍事報道課
- 軍事測量課

## 軍事情報機関
ロシア帝国軍の軍事情報機能は、参謀本部総局の補給総監課（ロシア語: Отдел генерал-квартирмейстера）が遂行した。以下は、1910年現在の機構。
- 補給総監課長
  - 特別係 - 諜報・防諜
- 第1補給総監班
  - 4係 - ドイツ
  - 5係 - オーストリア＝ハンガリー
  - 6係 - バルカン半島諸国
  - 7係 - スカンディナヴィア諸国
  - 8係 - その他西ヨーロッパ諸国
- 第2補給総監班
  - 1係 - トルキスタン
  - 2係 - トルコ・ペルシャ
  - 4係 - 極東

最後の総局長ニコライ・ポタポフがソビエト政権に協力的であったため、この補給総監課は、1918年5月に至るまで軍事情報機能を遂行し続け、その要員は、後の労農赤軍情報局の基盤となった。

## 歴代総局長
1905年以降のみ。階級は就任時のもの。
- フョードル・パリツィン中将（1905年6月21日 - 1908年11月13日）：
- ウラジーミル・スホムリノフ騎兵大将（1908年12月2日 - 1909年3月11日）：
- アレクサンドル・ムィシュラエフスキー中将（1909年3月14日 - 9月19日）：
- エフゲニー・ゲルングロス（1909年9月 - 1911年2月）：
- ヤコフ・ジリンスキー騎兵大将（1911年2月22日 - 1914年3月5日）：
- ニコライ・ヤヌシュケヴィッチ中将（1914年3月5日 - 8月2日）：
- 代行ミハイル・ベリャエフ中将（1914年8月2日 - 1916年8月10日）：
- ピョートル・アヴェリヤノフ中将（1916年8月10日 - 1917年9月5日）：
- 代行ゲオルギー・ロマノフスキー（1917年9月5日 - 9月26日）：
- 代行ウラジーミル・マルシェフスキー少将（1917年9月26日 - ）：
- 代行ニコライ・ポタポフ（1917年11月 - 1918年5月）：